# Gouchtchou (Latchine)
Gouchtchou est un village de la région de Latchine en Azerbaïdjan,.

## Histoire
En 1992-2020, Gouchtchou était sous le contrôle des forces armées arméniennes. Le 1er décembre 2020, le village repasse sous la souveraineté de l'Azerbaïdjan, comme l'ensemble du raion de Latchine, conformément à l'accord de cessez-le-feu du Haut-Karabakh.

## Population
Selon les statistiques de 2006, la population du village de Gouchtchou est de 824 personnes.

## Économie
La principale occupation de la population du village est l'élevage.
Il y avait une épicerie et 2 boulangeries dans le village de Gouchtchou.

## Culture
Il y avait un club et un bureau de poste dans le village.

## Éducation
Il y avait une école secondaire et une bibliothèque dans le village.